# 바나하우땃쥐쥐
바나하우땃쥐쥐(Rhynchomys banahao)는 쥐과에 속하는 설치류의 일종이다. 2007년에 처음 기술되었다. 필리핀 루손섬의 토착종이다.